# Nikki Cox
Nicole Avery "Nikki" Cox - (Los Angeles, California, 2 de junho de 1978), filha de Meredith e Terry Cox (que administra sua carreira) é uma actriz dos Estados Unidos que atuou em séries de televisão como: Baywatch, Webster, California Dreams, Blossom, Nikki e Star Trek: The Next Generation.
De 22 de setembro de 2003 a 15 de fevereiro de 2008 participou da série Las Vegas.
Em 9 de dezembro de 2006, casou-se com o ator e comediante Jay Mohr.
Atualmente é modelo para a Sportsbook.com.

## Filmes
- O Espetacular Homem-Aranha (Voz) (2009)
- Run Ronnie Run! (2002)
- O professor aloprado 2 - A família Klump (2000)
- The Glimmer Man (1996)
- O Exterminador do Futuro 2:O Julgamento Final (1991)